# Luigi De Magistris
Luigi De Magistris (ur. 23 lutego 1926 w Cagliari, zm. 16 lutego 2022 tamże) – włoski duchowny rzymskokatolicki, Regens Penitencjarii Apostolskiej w latach 1979–2001, Pro-Penitencjariusz Większy w latach 2001–2003, kardynał.

## Życiorys
12 kwietnia 1952 otrzymał święcenia kapłańskie i został inkardynowany do archidiecezji Cagliari. 11 kwietnia 1979 został regensem Penitencjarii Apostolskiej.
6 marca 1996 został mianowany przez Jana Pawła II biskupem tytularnym diecezji Nova. Sakry biskupiej udzielił mu kard. Giovanni Canestri.
22 listopada 2001 został podniesiony do rangi arcybiskupa i mianowany Pro-Penitencjariuszem Większym. 4 października 2003 przeszedł na emeryturę.
4 stycznia 2015 został ogłoszony kardynałem przez papieża Franciszka, a 14 lutego odebrał insygnia nowej godności i został kreowany kardynałem diakonem.
Ponieważ kard. De Magistris miał w chwili nominacji ukończone 80 lat, to nie był uprawniony do głosowania w żadnym przyszłym konklawe.